# معین‌قوم
معین‌قوم (به قزاقی: Мойынқұм، مويىنقۇم}} یک منطقهٔ مسکونی در قزاقستان است که در شهرستان معین‌قوم واقع شده‌است. معین‌قوم ۸٬۴۶۳ نفر جمعیت دارد.